# Лайно (роман)
«Лайно» (англ. Filth) — роман Ірвіна Велша, опублікований в 1998 році. Роман описує розслідування вбивства чорношкірого юнака, що проводиться поліціянтом Брюсом Робертсоном. Продовження, «Злочин», вийшло у 2008 році. 2013 року його було екранізовано в однойменному фільмі режисера Джона С. Берда з Джеймсом МакЕвоєм у головній ролі.

## Сюжет
Головних героїв у книзі двоє: Брюс Робертсон і глист, що живе в його кишківнику, від імені якого також ведеться розповідь. Брюс — цинічний, розважливий, безпринципний і продажний поліціянт, нерозбірливий в статевих зв'язках і який регулярно вживає наркотики, який прагне роздобути вакантну посаду детектива-інспектора. Для усунення можливих конкурентів він використовує будь-які методи. Водночас він розслідує вбивство чорношкірого юнака.

## Екранізація
У 2013 році вийшла екранізація роману, фільм зняв режисер Джон Бейрд і він отримав оригінальну назву — «Filth».